# Alkmar II. von Alvensleben

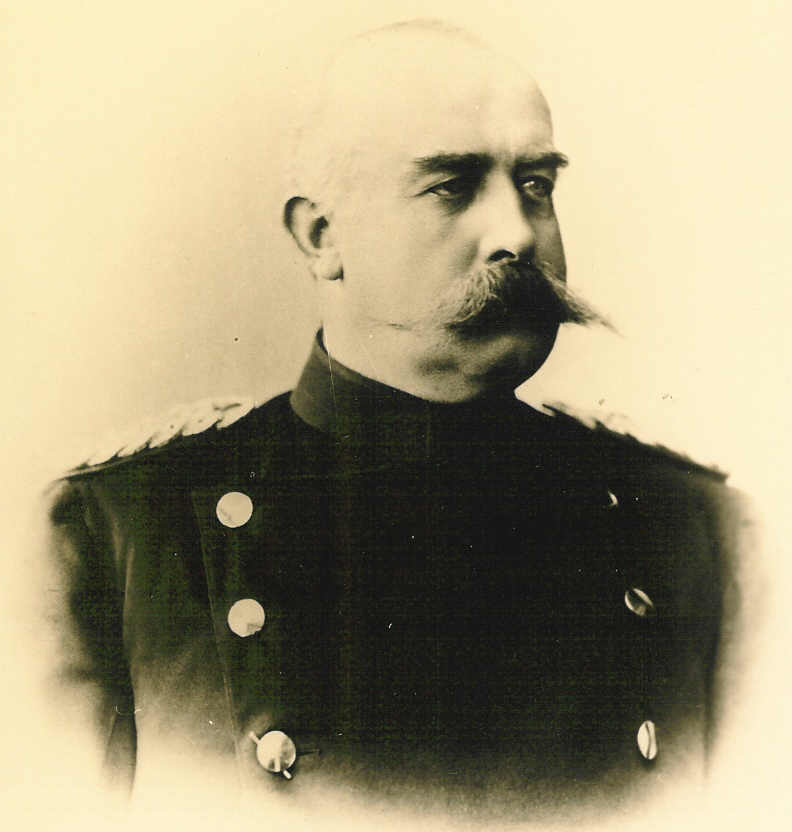
Alkmar II. von Alvensleben

Alkmar II. von Alvensleben (* 16. September 1841 in Weteritz; † 10. November 1898 in Naumburg) war ein preußischer Generalleutnant und Kommandant von Breslau.

## Leben

### Herkunft
Alkmar entstammte der niederdeutschen Adelsfamilie von Alvensleben. Er war das jüngste Kind des Kammerherrn Wilhelm Graf von Alvensleben-Isenschnibbe (1798–1853) aus Weteritz und dessen Ehefrau Auguste, geborene Gräfin von Osten-Sacken (1804–1890). Sie war Oberhofmeisterin der Prinzessin Maria Anna von Preußen. Er hatte noch zwölf Geschwister, darunter der preußische Generalleutnant Friedrich von Alvensleben (1837–1894).

### Militärkarriere
Nach Besuch des Gymnasiums in Stendal und der Kadettenanstalten in Potsdam und Berlin kam er – noch nicht achtzehnjährig – am 17. Mai 1859 als charakterisierter Portepeefähnrich zum Garde-Jäger-Bataillon der Preußischen Armee nach Potsdam. Mitte April 1860 avancierte er zum Sekondeleutnantnahm während des Krieges gegen Österreich 1866 an den Kämpfen bei Soor, Königinhof sowie Königgrätz teil und wurde mit dem Roten Adlerorden IV. Klasse mit Schwertern ausgezeichnet. Im Februar 1867 stieg Alvensleben zum Premierleutnant auf und machte 1870/71 im Krieg gegen Frankreich die Kämpfe bei St. Privat, Beaumont, Sedan und Paris mit.
Ausgezeichnet mit dem Eisernen Kreuz II. Klasse wurde er nach dem Krieg im April 1871 Hauptmann und Kompaniechef. Am 22. März 1881 folgte seine Versetzung in das 4. Garde-Regiment zu Fuß. Ende August 1881 stieg er zum Major auf und war vom 6. Dezember 1883 bis zum 13. Oktober 1884 Kommandeur des II. Bataillons. Daran schloss sich eine Verwendung als Kommandeur des Magdeburgischen Jäger-Bataillons Nr. 4 an. In dieser Stellung wurde Alvensleben Anfang August 1888 Oberstleutnant, bis er am 20. September 1890 unter Beförderung zum Oberst das Kommando über das Grenadier-Regiment „Prinz Carl von Preußen“ (2. Brandenburgisches) Nr. 12 in Frankfurt (Oder) erhielt. Als Generalmajor war er vom 14. Mai 1894 bis zum 11. September 1896 Kommandeur der 2. Garde-Infanterie-Brigade in Berlin und anschließend Kommandant von Breslau. In dieser Stellung erhielt Alvensleben am 27. Januar 1898 den Charakter als Generalleutnant. Außerdem wurde ihm der Rote Adlerorden II. Klasse mit Eichenlaub und Schwertern am Ringe sowie der Kronenorden II. Klasse mit Stern verliehen.
Aus gesundheitlichen Gründen musste er sich jedoch beurlauben lassen und zog sich nach Naumburg zurück, wo er im Alter von 57 Jahren starb. Seine Leiche wurde auf den Familienfriedhof nach Polvitz überführt.

### Familie
Er heiratete am 27. Dezember 1890 Mechthild von Alvensleben (1850–1941) aus dem Hause Schochwitz. Sie war die Tochter des Generalleutnants Hermann von Alvensleben (1809–1887) und Schwester des Generalmajors Ludolf von Alvensleben (1844–1912). Aus der Ehe ging der Sohn Wilhelm Hermann (* 1894) hervor.